# Cognition distribuée
La cognition distribuée (CogD)  est un domaine des sciences cognitives qui se propose d'analyser le processus de cognition comme résultant non seulement des interactions entre un ensemble d'individus, mais aussi dans leurs relations sociales et culturelles auxquelles se surajoutent leurs rapports avec des artefacts (c'est-à-dire à des objets dans leur diversité : ustensiles, bâtiments, œuvres, etc.).
Les processus cognitifs étudiés ne sont plus de simples processus psychologiques mais les mécanismes de traitement de l’information en général, notamment ceux  qui s’appuient sur des produits culturels, des artefacts techniques ou des rapports sociaux.
Selon Christophe Heinz, « La théorie de la cognition distribuée fait de la sociologie elle-même une des disciplines des sciences cognitives ».
En utilisant la sociologie des sciences cognitives et la psychologie du psychologue biélorusse Lev Vygotsky, la CogD met l'accent sur les façons dont la cognition est « déchargée » dans l'environnement par des moyens sociaux et technologiques.

## Cognition et environnement

### Les notions
La notion de cognition distribuée a émergé à partir de la remise en cause de l'étude restreinte de la psychologie cognitive traditionnelle, qui ne considère la cognition que comme simplement réalisées à l’intérieur du corps – par le cerveau – en étendant cette fonction cognitive aux interactions des individus avec leur environnement.
Par exemple, la perception qu'un individu a de son environnement, fonction qui s'effectue en même temps que ses mouvements, s'opère grâce à l'interaction permanente entre l'action de percevoir et l'action de se mouvoir en un processus dit « sensorimoteur » ; « c’est cette dynamique sensorimotrice entre mouvement et sensation qui est à la base de la perception ».
Une personne qui additionne des nombres en posant l’addition sur le papier, produit, par le fait d’écrire, une représentation dans son environnement qu'elle utilise ensuite comme matériel pour effectuer d'autres opérations. L’action de poser l’addition est elle-même une pratique apprise par une institution extérieure à la personne. Quant à la feuille sur laquelle sont notés les chiffres, elle fonctionne comme une mémoire externe à l'individu, une cognition dite étendue. Il en est de même lorsque'on utilise des outils matériels comme un téléphone portable, un ordinateur, ou immatériel, comme un logiciel (Wikipédia par exemple) lesquels « externalisent » nos mémoires.
Le processus de cognition ne se limite donc pas simplement à l’individu mais nécessite l'environnement dans lequel il vit, l’environnement social qui lui enseigne, les outils qu'il est amené à utiliser, etc.

### La division du travail
Dans son livre Cognition in the Wild, un des principaux développeurs de la cognition distribuée, Edwin Hutchins (en), élève de Roy d'Andrade,  montre comment, par la division du travail, une équipe de marins dotés d'outils de navigation parvient à se localiser au milieu de l'océan. La division du travail en tâches élémentaires est l'aspect cognitif dont le résultat final est le repérage précis de leur bateau sur une carte marine,.
Les propriétés de chaque élément cognitif, artefacts ou individus chargés d'une tâche, mais aussi l’arrangement physique de ces éléments et l’ordre socioculturel déterminent les opérations du système cognitif. Le travail du navigateur dépend de l’accessibilité des cartes dont il a besoin ; la culture organisationnelle de la navigation joue un rôle en distribuant le rôle de chaque acteur. Hutchins met aussi en évidence les variations culturelles dans la manière de naviguer : les micronésiens, par exemple, ont une représentation qui est propre à leur culture, notamment lorsqu'ils évoquent des « chemins d’étoiles » pour utiliser ce qu'ils appellent des « compas sidéraux ».

### L'environnement sous toutes ses formes
Hutchins considère que la cognition doit être étudiée sur le terrain, c'est-à-dire dans l'environnement même où elle s'effectue, plutôt que dans le cadre fermé et artificiel des laboratoires.
Dans l'exemple de l'addition, l'opération qui s'effectue à l’aide d’un papier et d’un crayon est un processus mental différent que si l'opération est effectuée  à l'aide d'un boulier, et le processus est encore différent si l'opération se fait mentalement.
La CogD s'intéresse à la manière dont les souvenirs, les faits ou les connaissances sont intégrés dans les objets, les individus et les outils de notre environnement. C'est une approche utile en ce qui concerne les aspects sociaux de la cognition avec l'aide des outils technologique car elle met l'accent sur l'individu et son environnement, et les canaux médiatiques avec lesquels les gens interagissent, soit pour communiquer entre eux, soit pour se coordonner socialement afin d'effectuer des tâches complexes. La cognition distribuée considère un système de cognition comme un ensemble de représentations propagées à travers des médias spécifiques et modélise l'échange d'informations entre ces médias. Ces représentations peuvent être soit dans l'espace mental des participants, soit dans des représentations externes disponibles dans l'environnement.

## Un domaine transversal
Comme le conclut Bernard Conein : 

« La cognition distribuée n’est pas une hypothèse sur l’interaction homme-machine. Elle concerne tous les mécanismes susceptibles d’étendre les capacités cognitives au-delà des limites d’un organisme naturel, les procédés artificiels comme les procédures sociales.[...] Elle inclut aussi bien les contextes liés à l’informatique en réseau, à l’organisation d’une caserne de pompiers, à la traversée des piétons sur une voie, à l’usage des ustensiles dans une cuisine ou à la promenade de randonneurs sur un GR. [..]
 La notion d’aide cognitive externe permet de comprendre pourquoi les
artefacts ont cette fonction nodale de permettre de faire évoluer la cognition
humaine au-delà des capacités individuelles. »